# Nóvie Begutxi
Nóvie Begutxi (en rus: Новые Бегучи) és un poble de l'óblast de Saràtov, a Rússia, segons el cens del 2010 tenia 30 habitants. Pertany al districte municipal de Petrovsk.